# زرار لتولی
زرار لتولی (انگلیسی: Gerard Lettoli؛ زادهٔ ۱۸ سپتامبر ۱۹۴۶) دوچرخه‌سوار اهل سان مارینو است.